# Kostěnice
Kostěnice település Csehországban, a Pardubicei járásban. Kostěnice Bořice, Moravany, Dašice, Pardubice, Dvakačovice és Úhřetická Lhota településekkel határos. Lakosainak száma 574 fő (2024. január 1.).

## Népesség
A település lakosságának változását az alábbi diagram mutatja:
| Lakosok száma | 464  | 501  | 551  | 498  | 512  | 502  | 530  | 550  | 547  | 574  |
|               | 1869 | 1900 | 1921 | 1961 | 1980 | 2011 | 2016 | 2019 | 2021 | 2024 |